# AustinMUD
AustinMud er en af Danmarks ældste MUDs. Den var meget populær op til ca. 2005, hvor udbuddet af bedre grafiske spiltilbud som f.eks. World of Warcraft efterhånden mindskede interessant. Samtidig fik en strid over nye tiltag fra administrationen mange eksisterende spillere til at forlade den. I sin storhedstid havde den flere hundrede spillere samtidig.
AustinMUD blev startet på Datalogisk Afdeling på Århus Universitet (DAIMI) i 1991 af en gruppe studerende som havde spillet DikuMUD men mente de kunne lave en mere interessant verden. Til forskel fra mange andre DikuMUD servere over de næste år, hvor mange dele af verdenerne blev delt, havde AustinMUD en unik verden med et veldefineret kort og en konsistent historie. Med tilføjelsen af et simpelt scripting sprog blev det nemmere at gøre verdenen mere levende, hvilket øgede interessen. 
AustinMUD var oprindeligt hostet på en maskine ved DAIMI, men flyttede efter et par år til Institut for Informations- og Medievidenskab (IMV) i Århus. Siden er den blevet flyttet til en maskine hos PRG på DTU og derefter til en privat server. AustinMud kører stadig på via www.austinmud.dk, og man kan bruge telnet www.austinmud.dk 4000 til at spille. 
| computerspil | Spire Denne computerspilsrelaterede artikel er en spire som bør udbygges. Du er velkommen til at hjælpe Wikipedia ved at udvide den. |